# Belle Isle (Canada)
Belle Isle is een onbewoond, rotsachtig eiland dat deel uitmaakt van de Canadese provincie Newfoundland en Labrador. Het heeft een oppervlakte van 65 km² en ligt op de overgang van de Straat van Belle Isle in de Atlantische Oceaan.

## Geografie

### Ligging
Belle Isle ligt 25 km ten zuidwesten van Labrador. Newfoundland ligt iets verder van Belle Isle verwijderd, met L'Anse aux Meadows als dichtstbij gelegen punt (31 km zuidwaarts). Het voor de noordkust van Newfoundland gelegen Quirpon Island ligt iets meer dan 26 km ten zuiden van Belle Isle.

### Topografie
Het eiland is de noordelijkste piek van de Long Range en tegelijk van de Appalachen. Een groot deel van de kustlijn bestaat uit kliffen. Zowel aan de noordelijke als de zuidelijke kaap staat een vuurtoren.

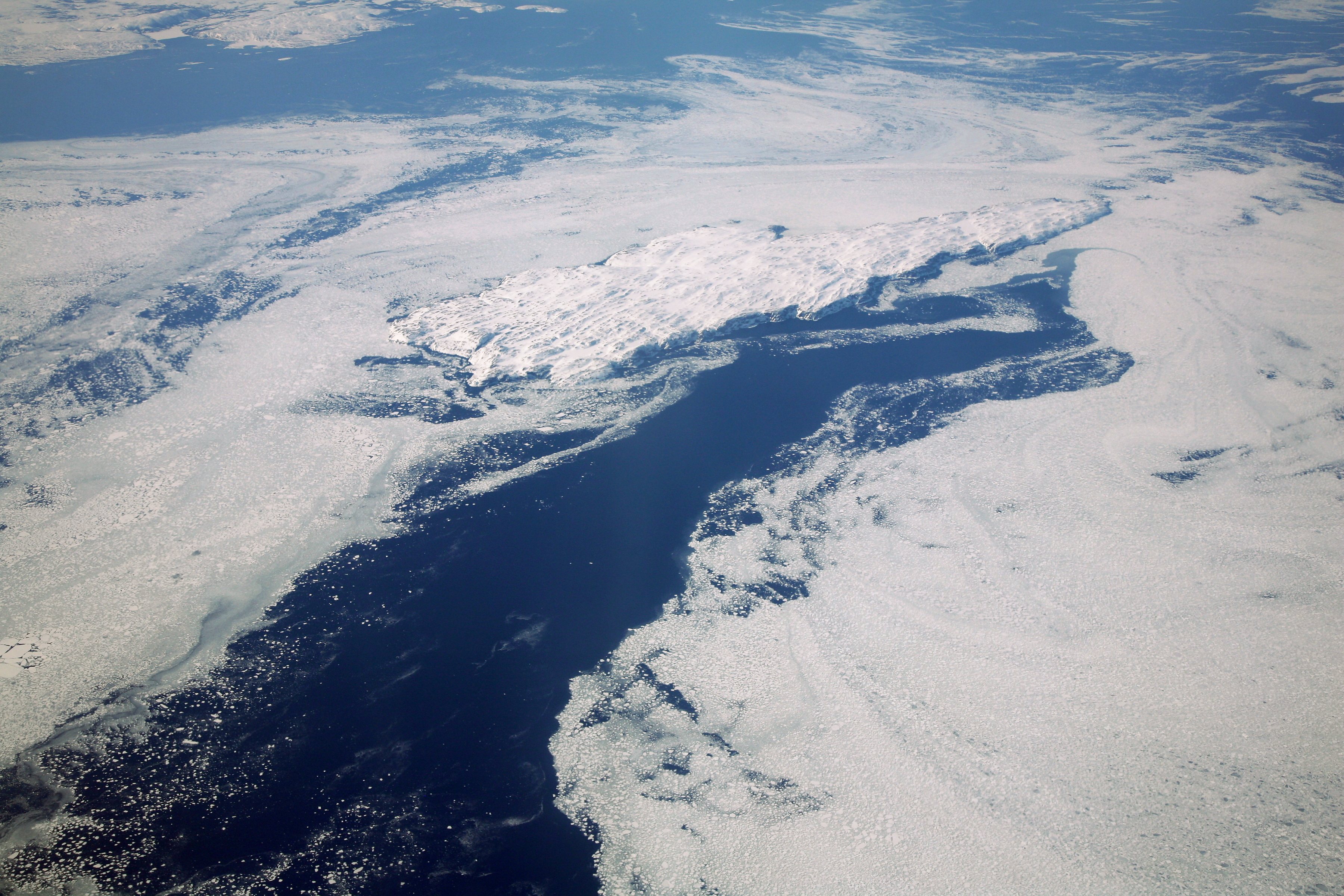
Winters luchtbeeld van Belle Isle genomen vanuit het zuidoosten.